# Wercklea cocleana
Wercklea cocleana é uma espécie de planta da família Malvaceae.
É endémica da Panamá.
Está ameaçada por perda de habitat.